# 本位田祥男
本位田 祥男（ほんいでん よしお、1892年（明治25年）3月8日 - 1978年（昭和53年）11月17日）は、日本の経済学者。西洋経済史専攻。欧州経済史、殊にイギリス経済史および消費組合研究の権威者として知られ、協同組合論にも多大な貢献をもたらした。

## 経歴
- 1892年（明治25年） - 岡山県生まれ。
- 1909年（明治42年） - 岡山津山中学校卒業、第一高等学校入学
- 1912年（大正元年） - 東京帝国大学法学部政治科入学
- 1915年（大正4年） - 高等文官試験合格
- 1916年（大正5年） - 東京帝国大学卒業、農商務省入省
- 1918年（大正7年） -結婚
- 1921年（大正10年） - 4月、東京帝国大学助教授（河合栄治郎の勧めによる）
- 1923年（大正12年） - ヨーロッパへの留学を命じられる（-1925年夏まで）
- 1926年（大正15年） - 4月、東京帝国大学教授
- 1928年（昭和3年） - 立教大学商学部（現・経済学部）教授に就任（兼任）[1][2]。
- 1933年（昭和8年） - 「消費組合運動」で博士号取得[3]。
- 1938年（昭和13年） - 厚生省社会局が主催する庶民経済保護座談会に参加。国民服や栄養食配給所設置運動構想の策定に参画した[4]。
- 1939年（昭和14年）2月 - 平賀粛学に抗議して教授職を辞任
- 1940年（昭和15年） - 大政翼賛会成立と同時に経済政策部長に就任（1941年10月まで）
- 1946年（昭和21年） - 大政翼賛会に関与したため、公職追放となる。
- 1950年（昭和25年） - 公職追放解除
- 1951年（昭和26年）4月 - 立正大学教授（経済政策担当）
- 1954年（昭和29年）4月 - 明治大学教授（西洋経済史担当）

## 業績・評価
- 農商務省勤務を経て、東京帝国大学経済学部教授。1920年代後半にヴェーバー『プロテスタンティズムの倫理と資本主義の精神』をテーマとする論文を著し、日本におけるヴェーバー社会学の初期の紹介者の一人となり、弟子である大塚久雄らに影響を与えた。
- 大内兵衛によると、美濃部亮吉より後の東京帝大経済学部助手は、本位田、土方成美、河合栄治郎の3教授のいずれかのゼミナール出身者からしか選ばれなかったという。河合と土方の対立に端を発した東大経済学部の紛争においては土方派に属し、両者が免職となった平賀粛学に抗議して東京帝大を辞職した。
- 戦後は、追放解除後に立正大学教授、明治大学教授、獨協大学教授をつとめた。

## エピソード
- 吉川英治が新聞に連載していた『宮本武蔵』に「本位田又八」という架空のキャラクターが登場するが、そのことにより連載当時、学生より「又八」とあだ名されるようになった。このことを苦痛にした本人が「自分の祖先に又八なる人物は存在しない」と新聞に投書するまでに発展した。

## 著書
- 『消費組合運動』（国文堂書店、1921年）
- 『消費組合巡礼』（日本評論社、1926年）
- 『人間復興』（日本評論社、1926年）
- 『英国経済史要』（日本評論社、1928年、1938年改訂）
- 『農村と協同組合』（中小協同出版社、1929年）
- 『協同組合論』（日本評論社、1929年）
- 『欧洲経済史（現代経済学全集第5巻）』(日本評論社、1930年）
- 『消費組合運動』（学位論文、日本評論社、1931年）
- 『欧洲に於ける農村協同組合』（日本評論社、1932年）
- 『農村更生の原理』（日本評論社、1933年）
- 『欧洲の憶い出』（日本評論社、1933年）
- 『マルチン・ルッター』（三省堂、1934年）
- 『経済史研究』（三省堂、1935年）
- 『農産物の価格統制』（有斐閣、1935年）
- 『協同組合研究』（高陽書院、1936年）
- 『綜合蚕糸経済論（上・下）』（有斐閣、1937年）
- 『統制経済の理論─協同経済への道─』（日本評論社、1938年）
- 『産業組合政策と課税問題』（同文館、1938年）
- 『時局と学生』（三省堂、1938年）
- 『日本に於ける統制経済』（日本文化中央連盟、1939年）
- 『新体制下の経済』（日本評論社、1940年）
- 『大東亜経済建設』（日本評論社、1942年）
- 『生活・文学・歴史』（愛宕書房、1942年）
- 『戦時の家庭経済』（光生館、1943年）
- 『協同組合の理論』（日本評論社、1944年）
- 『家庭経済』（大八洲出版株式会社、1946年）
- 『経済の民主化』（日本評論社、1946年）
- 『生活協同組合』（日本協同組合同盟、1947年）
- 『商工協同組合』（日本評論社、1948年）
- 『養蚕家の協同組合』（蚕糸新聞出版部、1951年）
- 『世界農業協同組合史』（日本評論社、1951年）
- 『われわれの生活と経済学』（日本出版協同株式会社、1951年）
- 『取締役会の組織と運営』（共著、日本経済新聞社、1951年）
- 『西洋経済史』（日本評論社、1951年、1958年増補）
- 『婦人の経済学─家庭経済─』（光生館、1953年）
- 『日本経済と農業協同運動について』（愛知県信用農業協同組合連合会、1953年）
- 『Cooperative Movement in Japan, Vol. 1』（丸善、1958年）
- 『日本の協同組合運動』（家の光協会、1960年）
- 『漁協運動の展開』（漁協経営研究会、1960年）
- 『Agricultural and Fishery Cooperative in Japan, Vol. II.』吾妻書房、1960年。